# Dau et Catella
Dau et Catella est un duo d'humoristes français.

## Histoire du duo
En 1989, Jacques Dau et Jean-Marc Catella jouent ensemble leur premier spectacle One man show pour deux.
En 1995, leur spectacle L'étroite moustiquaire remportera le prix du meilleur spectacle comique au festival off d'Avignon[réf. nécessaire],
De 1997 à 1999, ils jouent deux spectacles Le vol des Bougnons et Mais qui est don(c) Quichotte ? à Avignon.
En 2000, ils créent avec Ged Marlon et Vincent Roca la pièce de théâtre Un simple froncement de sourcil (3 ans de programmation au Festival off d'Avignon)[réf. nécessaire] et en compagnie de Vincent Roca: "Se moquing, no se moquing".
À partir de 2000, ils  sont intervenus dans l'émission de radio Le Fou du Roi sur France Inter animée par Stéphane Bern. 
En 2005, après vingt ans d'entente sur scène ils jouent leur nouveau spectacle Dau et Catella et non pas le contraire au festival off d'Avignon puis à Paris au Café de la Gare,.
Dans la nuit du vendredi 5 mai 2017, Jacques Dau meurt d'un arrêt cardiaque à sa sortie de scène au festival de théâtre Komidi, à la Réunion.

## Spectacles
- 1989 : One man show pour deux
- 1995 : L'étroite moustiquaire [10]
- 1997 : Le vol des Bougons
- 1999 : Mais qui est don(c) Quichotte ? [11]
- 2000 : Un simple froncement de sourcil crée avec Ged Marlon et Vincent Roca
- 2006 : Dau et Catella et non pas le contraire[12],[13],[14]
- 2009 : Sacco Et Vanzetti de Alain Guyard Mise en scène de François Bourcier[15],[16],[17],[18]